# Transform
transform  – Magazin für das Gute Leben ist ein Printmagazin, das sich schwerpunktmäßig mit Nachhaltigkeit und gesellschaftlichem Wandel beschäftigt. Trotz ernster Schwerpunktthemen setzt die Redaktion auf Humor, Selbstironie und eine aufwändige, positiv wirkende Gestaltung.
Gegründet 2014 mit dem Ansatz, Lösungen in den Vordergrund zu stellen, gilt das Magazin als Pionier des konstruktiven Journalismus.
Das Format des Independentmagazins entspricht einem Bookazine. Die Magazine enthalten keine Werbeanzeigen. Die Ausgaben erscheinen jährlich und deutschlandweit, vor allem in Bahnhofsbuchhandlungen.
Den Druck der einzelnen Ausgaben finanziert das Magazin durch Crowdfunding-Kampagnen sowie durch den Verkauf. Es erscheint im Eigenverlag in Berlin und Leipzig mit einer Auflage von 4.000 bis 5.000 Stück und wird deutschlandweit an Bahnhofs- und Flughafenbuchhandlungen sowie in einzelnen Buchhandlungen verkauft.
Die Texte der Ausgaben können kostenlos unter Nennung des transform Magazins verbreitet werden. Dazu erscheinen die Ausgaben unter Creative Commons Lizenz (CC-NC-BY-SA 4.0). Die Texte der ersten Ausgaben werden als RTF-Datei zum Download bereitgestellt.
Die erste Ausgabe erschien im August 2015 und beschäftigt sich unter dem Thema Wir schmeißen hin! mit der Arbeitswelt und gibt u. a. Tipps zur Arbeitsvermeidung. Die zweite Ausgabe vom Mai 2016 dreht sich um den Schwerpunkt Empathie da wo’s wehtu und versteht sich als ein Plädoyer für mehr gesellschaftliches Miteinander und Verständnis, gerade wo es oft schwerfällt (etwa entlang politischer Abbruchkanten). Viel Raum wird in dieser Ausgabe der Frage des (Nicht-)Dialogs mit Anhängern von AfD und Pegida eingeräumt. Die dritte Ausgabe vom Dezember 2016 beschäftigt sich unter dem Schwerpunktthema Wir widersprechen uns mit inneren Widersprüchen des Einzelnen und wirbt u. a. für einen entspannten Umgang mit den eigenen Widersprüchen, wie etwa einer inkonsequent nachhaltigen Lebensführung. Die vierte Ausgabe widmet sich unter provokantem Titel der Frage des Kinderkriegens. Die sechste Ausgabe widmet sich sozialer Ungerechtigkeit und etwa postmoderner Definitionen von Luxus. Die siebte Ausgabe dreht sich um die Rolle von Religion in Deutschland und weltweit. Die neue Leibkultur betrachtet unsere Beziehung zum Körper – auch unter dem Eindruck der Corona-Pandemie. Bist du noch ganz sauber dreht sich um tatsächlichen und vermeintlichen Schmutz sowie Care-Arbeit. Juhu! Diese Welt geht unter widmet sich der Stapelkrise und Optimismus.

## Bisherige Ausgaben
- Wir schmeißen hin! (August 2015)
- Empathie da wo’s wehtut. (Mai 2016)
- Wir widersprechen uns. (Dezember 2016)
- Wer braucht schon Kinder? (Dezember 2017)
- Luxus für die oberen 100 %. (November 2018)
- Glaub doch, was du willst! (Mai 2020)
- Die neue Leibkultur (Juni 2021)
- Bist du noch ganz sauber? (Juli 2022)
- Juhu! Diese Welt geht unter (Juli 2023)
- Demokratie ankratzen! Damit sie glänzt. (November 2024)

## Kapitel
Jede Ausgabe von transform besteht aus drei Kapiteln zu Seitenanteilen von ca. 60:20:20.
1. „Schwerpunkt“
2. „Gutes Leben“
3. „Dissidenz im Alltag“

## Online-Magazin
Zusätzlich zum Heft werden unter www.transform-magazin.de regelmäßig Beiträge vor allem von Gastautoren veröffentlicht.

## Rezensionen
Die erste Ausgabe von transform erfuhr sowohl positive als auch negative Kritik in deutschsprachigen Medien: 
„Ein weiteres Wohlfühl-Magazin, das statt Karriere Entspannung propagiert, ist Transform aber nicht, stattdessen macht es den Karriere-Boykott zum Politikum.“ (Kathrin Holmer, Süddeutsche Zeitung)
„Neben klassischen Nachhaltigkeitsthemen geht es eben auch um die Notwendigkeit gesellschaftlicher Veränderung und die Wege dorthin. transform bietet kurze Texte für die Postwachstumsgesellschaft. Sie sind nicht theorielastig, sondern leicht lesbar und bieten ‚alltagstaugliche Inspirationen‘“ (Kurt Stenger, Neues Deutschland)

„Sie proklamieren den Müßiggang und fordern ein Recht auf Faulheit. Eine Gruppe Medienmacher will ein Anti-Karriere-Magazin auf den Markt bringen. Was soll das?“ (Tina Groll, Zeit Online)
Auch die dritte Ausgabe etwa wurde in verschiedenen Publikationen rezensiert:
„Doch was Transform unter anderen Magazinen, die sich mit Nachhaltigkeit beschäftigen, ausmacht, ist, dass alle Texte, Fotos und Illustrationen unter Creative Commons stehen und somit für nichtkommerzielle Zwecke weiterverwendet werden können.“ (Natalie Mayroth, taz)

„Ich wünsche ihnen, dass sie mehr und besseren Sex haben als alle anderen. Es muss das sexieste auf der Welt sein, sich unzynisch Gedanken darüber zu machen, wie wir besser leben können.“ (Michalis Pantelouris, Übermedien)

## Projekte
Das transform Magazin versteht sich als „Think & Do Tank“ für gesellschaftliche Transformation.
- 2019 wurde „Katalyst - zukunftsfähiger Luxus für alle!“, eine Konferenz und Werkstatt organisiert.[12]
- 2019–2021 wurden im Rahmen des Concrete Transformation Festival[13] ein Regionalblatt entwickelt und als kostenfreies Dorfblatt veröffentlicht.[14]
- Seit 2023 sind Marius Hasenheit und Sonia Hilpert neben Oliver Schwarz Teil der Werkstatt DER BEVÖLKERUNG, welche den Gegenwartsbezug der Kunstinstallation von Hans Haacke im Reichstag verdeutlicht.